# Carex leucantha
Carex leucantha là một loài thực vật có hoa trong họ Cói. Loài này được Arn. ex Boott mô tả khoa học đầu tiên năm 1845.